# みんなでアタック
『みんなでアタック』は、1987年4月9日から1991年3月11日までNHK教育テレビジョンで放送されていた小学校1年生・2年生向けの学校放送（教科：特別活動）である。
ナレーションは、各回の舞台となる小学校の児童が行っていた。主題歌は堀江美都子が担当。

## 放送時間
いずれも日本標準時。別の時間帯での再放送あり。
| 期間                         | 放送時間             |
| ---------------------------- | -------------------- |
| 1987年4月9日 - 1990年3月15日 | 木曜日 10:00 - 10:15 |
| 1990年4月2日 - 1991年3月11日 | 月曜日 10:15 - 10:30 |